# Matiivka, Bahmaci
Matiivka (în ucraineană Матіївка) este localitatea de reședință a comunei Matiivka din raionul Bahmaci, regiunea Cernihiv, Ucraina.

## Demografie
Componența lingvistică a localității Matiivka
     Ucraineană (97,57%)
     Rusă (2,16%)
     Alte limbi (0,27%)
Conform recensământului din 2001, majoritatea populației localității Matiivka era vorbitoare de ucraineană (97,57%), existând în minoritate și vorbitori de rusă (2,16%).